# Virgil Vaughn
Virgil Vincent Vaughn (Webster County, 15 maggio 1918 – Paducah, 26 febbraio 2007) è stato un cestista e allenatore di pallacanestro statunitense, professionista nella NBL, nella BAA e nella PBLA.